# 2008年北京オリンピックのシンガポール選手団
2008年北京オリンピックのシンガポール選手団（2008ねんペキンオリンピックのシンガポールせんしゅだん）は、2008年8月8日から8月24日にかけて中国の北京を主として開催された2008年北京オリンピックのシンガポール選手団、およびその競技結果。

## 概要
今大会は銀メダル1個を獲得した。

## メダル
| メダル | 選手名                       | 競技 | 種目     |
| ------ | ---------------------------- | ---- | -------- |
| 銀     | 馮天薇 リ・ジャウェイ 王越古 | 卓球 | 女子団体 |